# Уильямс, Даниэль
Даниэль Грасия Уильямс (англ. Danielle Gracia Williams; род. 14 сентября 1992, Сент-Андру, Ямайка) — ямайская легкоатлетка, выступающая в дисциплине 100 метров с барьерами. Двукратная чемпионка мира (2015) и 2023 годов в беге 100 метров с барьерами.

## Спортивная карьера
В 2010 году завоевала две золотых медали на юниорском чемпионате среди представителей стран Центральной Америки и Карибского бассейна. Победила в беге на 100 метров с барьерами и в эстафете 4×100 метров. В том же году приняла участие в Чемпионате мира среди юниоров. В беге на 100 м с барьерами финишировала четвёртой, установив свой личный рекорд — 13,46 секунды. В эстафете 4×100 м в составе сборной Ямайки также финишировала четвёртой.
В 2011 году выиграла серебряную медаль на юниорских Панамериканских играх в беге на 100 м с барьерами. Результат — 13,32 секунды.
Выиграла бронзу на Универсиаде 2013 года в беге на 100 м с барьерами. Результат — 12,84 секунды.

### Чемпионат мира 2013
Приняла участие в Чемпионате мира 2013. Выступала в беге на 100 метров с барьерами. В предварительном забеге заняла 3-е место и вышла в полуфинал, пробежав дистанцию за 13,11 секунды. В полуфинале прибежала шестой, показав результат 13,13 секунд. Не смогла выйти в финал.
В 2014 году заняла 4-е место на Играх Содружества 2014 в беге на 100 м с барьерами. Результат — 13,06 секунды.
В 2015 году выиграла золотую медаль на Универсиаде 2015 в беге на 100 м с барьерами. Результат — 12,78 секунды.

### Чемпионат мира 2015
Приняла участие в Чемпионате мира 2015. Выступала в беге на 100 метров с барьерами. В предварительном раунде прибежала первой с результатом 12,77 секунды. Вышла в полуфинал. В полуфинале снова прибежала первой. Результат — 12,58 секунды(личный рекорд). Вышла в финал. В финале пробежала дистанцию за 12,57 секунды (личный рекорд) и заняла первое место. Для Уильямс это первая медаль на чемпионатах мира.
В 2023 году на чемпионате мира по лёгкой атлетикев Будапеште Даниэль выиграла золото в беге на 100 метров с барьерами с результатом 12,43 секунды.

## Личные рекорды

### На открытом воздухе
| Дисциплина        | Время (сек) | Город, страна | Дата            | Прим. |
| ----------------- | ----------- | ------------- | --------------- | ----- |
| 100 м             | 11,24       | Пуэбло, США   | 25 мая 2013     |       |
| 200 м             | 22,62       | Пуэбло, США   | 25 мая 2013     |       |
| 100 м с барьерами | 12,57       | Пекин, Китай  | 28 августа 2015 |       |

### В помещении
| Дисциплина       | Время (сек) | Город, страна       | Дата           | Прим. |
| ---------------- | ----------- | ------------------- | -------------- | ----- |
| 60 м             | 7,32        | Уинстон-Сейлем, США | 15 марта 2014  |       |
| 200 м            | 23,43       | Бирмингем, США      | 9 марта 2014   |       |
| 60 м с барьерами | 8,02        | Стейт-Колледж, США  | 30 января 2015 |       |

## Достижения
| Год  | Соревнование                                                           | Город, страна                           | Место | Дисциплина        | Время (с) |
| ---- | ---------------------------------------------------------------------- | --------------------------------------- | ----- | ----------------- | --------- |
| 2010 | Чемпионат Центральной Америки и Карибского бассейна среди юниоров 2010 | Санто-Доминго, Доминиканская республика | 1     | 100 м с барьерами | 14,11     |
| 2010 | Чемпионат Центральной Америки и Карибского бассейна среди юниоров 2010 | Санто-Доминго, Доминиканская республика | 1     | Эстафета 4×100 м  | 45,03     |
| 2010 | Чемпионат мира среди юниоров 2010                                      | Монктон, Канада                         | 4     | 100 м с барьерами | 13,46     |
| 2010 | Чемпионат мира среди юниоров 2010                                      | Монктон, Канада                         | 4     | Эстафета 4×100 м  | 44,24     |
| 2011 | Панамериканские игры среди юниоров 2011                                | Мирамар, США                            | 2     | 100 м с барьерами | 13,32     |
| 2013 | Летняя Универсиада 2013                                                | Казань, Россия                          | 3     | 100 м с барьерами | 12,84     |
| 2013 | Чемпионат мира 2013                                                    | Москва, Россия                          | 20    | 100 м с барьерами | 13,13     |
| 2014 | Игры Содружества 2014                                                  | Глазго, Великобритания                  | 4     | 100 м с барьерами | 13,06     |
| 2015 | Летняя Универсиада 2015                                                | Кванджу, Республика Корея               | 1     | 100 м с барьерами | 12,78     |
| 2015 | Чемпионат мира 2015                                                    | Пекин, Китай                            | 1     | 100 м с барьерами | 12,57     |

## Семья
Старшая сестра — Шермейн. Также специализируется в беге на 100 метров с барьерами.